# 7012 Hobbes
A 7012 Hobbes (ideiglenes jelöléssel 1988 CH2) a Naprendszer kisbolygóövében található aszteroida. Eric Walter Elst fedezte fel 1988. február 11-én.
Nevét Thomas Hobbes (1588 – 1679) angol angol filozófus után kapta.